# Europäische Rechnungseinheit
Die Europäische Rechnungseinheit (ERE) markiert einen signifikanten Abschnitt in der Geschichte der europäischen Währungsintegration. Sie wurde in einer Zeit eingeführt, als das Bretton-Woods-System mit seinen festen Wechselkursen zusammenbrach und der US-Dollar seine Leitfunktion verlor. Die ERE diente als gemeinsame Bezugsgröße der europäischen Währungen und spielte eine zentrale Rolle in den Bemühungen um eine stärkere wirtschaftliche und monetäre Zusammenarbeit innerhalb der Europäischen Gemeinschaften (EG).

## Hintergrund und Einführung
Nach dem Zusammenbruch des Bretton-Woods-Systems Anfang der 1970er Jahre und dem Scheitern des Werner-Plans, der eine vollständige Wirtschafts- und Währungsunion in den Europäischen Gemeinschaften (EG) vorsah, wurde deutlich, dass ein neues System zur Stabilisierung der Wechselkurse innerhalb Europas benötigt wurde. In diesem Kontext wurde die Europäische Rechnungseinheit (ERE) als ein Mechanismus zur Förderung der Währungsstabilität und als Schritt in Richtung einer engeren wirtschaftlichen Integration eingeführt.
Die ERE wurde vom Ministerrat der EG 21. April 1975 förmlich beschlossen und diente als Rechnungseinheit in den Haushaltsrechnungen der EG und in den Veröffentlichungen des Statistischen Amtes der EG. Als heute Alte Europäische Rechnungseinheit (ER) bezeichnet, basierte sie zunächst auf der alten Dollarparität (1 ER = 1 USD = 0,88867088 Gramm Feingold) bzw. auf der Grundlage der dem Internationalen Währungsfonds (IWF) erklärten Leitkurse. Als Neue Europäische Rechnungseinheit (ERE) bezeichnet, wurde sie Stand 1980 wie folgt umgerechnet: 1 Europäische Rechnungseinheit (ERE) = 2,50 DM = umgerechnet 1,28 Euro.

## Funktionen
Ein wesentliches Anwendungsgebiet der Europäischen Rechnungseinheiten (ERE) waren die sogenannten „Grünen“ Kurse in der Europäischen Union (EU), die vom Ministerrat festgelegte Kurse für die Umrechnung der in den jeweiligen nationalen Währungseinheiten ausgedrückten Agrarpreise und der Ausgaben des Europäischen Ausrichtungs- und Garantiefonds für die Landwirtschaft in Europäischen Währungseinheiten (ECU) waren.
Mit der Einführung des Europäischen Währungssystems (EWS) am 13. März 1979, das rückwirkend zum 1. Januar 1979 in Kraft trat, wurde die ERE von der ECU abgelöst. Die Idee eines Europäischen Währungssystems, an dem alle EG-Länder beteiligt sein sollten, war Vor allem von Bundeskanzler Helmut Schmidt und dem französischen Staatspräsidenten Valéry Giscard d’Estaing war die Idee dieses Systems seit 1978 ausgearbeitet worden. Die ECU war als Währungskorb definiert, in dem feste Beträge der meisten EU-Währungen enthalten waren, und diente als Bezugsgröße für den Wechselkursmechanismus und als alleinige Rechengröße für sämtliche Operationen im Rahmen des Interventions- und Kreditmechanismus des EWS.
Mit Beginn der dritten Stufe der Europäischen Wirtschafts- und Währungsunion zum 1. Januar 1999 ging die ECU mit einem Umrechnungskurs von 1:1 in die gemeinsame „echte“ europäische Währung, den Euro, über.

## Bedeutung
Die Einführung der Europäischen Rechnungseinheit (ERE) war ein wichtiger Schritt auf dem Weg zur europäischen Währungsintegration. Sie diente als Vorläufer der Europäischen Währungseinheit (ECU) und später des Euro und spielte eine zentrale Rolle in den Bemühungen um eine stabilere und integriertere europäische Wirtschaft. Die ERE symbolisiert die Anfänge der monetären Zusammenarbeit in Europa und legte den Grundstein für die spätere Einführung einer gemeinsamen Währung.